# Sanjit Narwekar
Sanjit Narwekar est un réalisateur de films documentaires et un écrivain indien, né le 8 mai 1952.